# Cheshire Village
Cheshire Village es un lugar designado por el censo ubicado en el condado de New Haven en el estado estadounidense de Connecticut. En el año 2010 tenía una población de 5,786 habitantes.

## Geografía
Cheshire Village se encuentra ubicado en las coordenadas 41°30′9″N 72°53′58″O / 41.50250, -72.89944.